# ايفان سبرول
ايفان سبرول (بالإنجليزية: Ivan Sproule)‏ (18 فبراير 1981 في المملكة المتحدة - ) هو لاعب كرة قدم بريطاني في مركز الوسط. شارك مع منتخب أيرلندا الشمالية لكرة القدم. أما مع النوادي، فقد لعب مع نادي بريستول سيتي ونادي روس كاونتي ونادي لينفيلد ونادي هيبرنيان ونوتس كاونتي ويوفل تاون وInstitute F.C. ‏ وMoyola Park F.C. ‏ وOmagh Town F.C. ‏.

## وصلات خارجية
- ايفان سبرول على موقع قاعدة بيانات كرة القدم.إي يو (الإنجليزية)
- ايفان سبرول على موقع ناشيونال فوتبول تيمز (الإنجليزية)
- ايفان سبرول على موقع Soccerbase.com (لاعب) (الإنجليزية)
- ايفان سبرول على موقع عالم كرة القدم.نت (الإنجليزية)